# Manilkara kauki
Manilkara kauki är en tvåhjärtbladig växtart som först beskrevs av Carl von Linné, och fick sitt nu gällande namn av Marcel Marie Maurice Dubard. Manilkara kauki ingår i släktet Manilkara och familjen Sapotaceae. Inga underarter finns listade i Catalogue of Life.